# Бобровисько (Підляське воєводство)
Бобровисько (пол. Bobrowisko) — село в Польщі, у гміні Сувалки Сувальського повіту Підляського воєводства.
Населення — 46 осіб (2011).
У 1975-1998 роках село належало до Сувальського воєводства.

## Демографія
Демографічна структура станом на 31 березня 2011 року:
|          | Загалом | Допрацездатний вік | Працездатний вік | Постпрацездатний вік |
| -------- | ------- | ------------------ | ---------------- | -------------------- |
| Чоловіки | 23      | 4                  | 16               | 3                    |
| Жінки    | 23      | 3                  | 12               | 8                    |
| Разом    | 46      | 7                  | 28               | 11                   |